# Ameritech
AT&T Teleholdings, Inc., anteriormente conocida como Ameritech Corporation (y antes American Information Technologies Corporation), es una empresa estadounidense de telecomunicaciones que surgió de la desinversión de AT&T en 1984. Ameritech fue una de las siete empresas operativas regionales de Bell que se crearon tras la disolución de Bell System. Ameritech fue adquirida en 1999 por la SBC Communications, que posteriormente adquirió AT&T Corporation en 2006, convirtiéndose en la actual AT&T.

## Descripción general
Ameritech se creó como una sociedad de cartera que poseía cinco antiguas empresas de Bell System en el Medio Oeste. Bajo su paraguas estaban:
Compañía telefónica de Illinois Bell
compañía telefónica de campana de indiana, inc.
Compañía telefónica Bell de Michigan
Compañía telefónica Ohio Bell
campana de wisconsin, inc.
Durante los primeros nueve años de Ameritech, mantuvo estas marcas de Bell heredadas de Bell System, aunque las exhibiciones públicas de los nombres de las empresas de Bell a menudo se subtitulaban "Una empresa de Ameritech". En enero de 1993, Ameritech retiró oficialmente las marcas Bell y se comercializó únicamente con el nombre de Ameritech en los cinco estados de su territorio. Agregó "d/b/a Ameritech (estado)" a los nombres de sus Bells para comunicar la unidad de marca.
Ameritech también era propietaria de Ameritech Cellular, una empresa inalámbrica que operaba redes celulares en muchas de las principales ciudades de estos estados. Ameritech Cellular se llamaba anteriormente Ameritech Mobile Communications. Ameritech también brindó servicio de televisión por cable en áreas seleccionadas como parte de la empresa Americast con otras compañías telefónicas durante la década de 1990.